# Дувин
Дувин (нем. Duvin, романш. Duin) — деревня и бывшая коммуна в Швейцарии, в кантоне Граубюнден. 
1 января 2014 года вместе с коммунами Иланц, Кастриш, Ладир, Лувен, Питаш, Рушайн, Риайн, Шнаус, Севгайн, Пиньиу, Руэун и Сиат вошла в состав новой коммуны Иланц-Глион.
Входит в состав региона Сурсельва (до 2015 года входила в округ Сурсельва).
Население составляет 93 человека (на 31 декабря 2006 года). Официальный код  —  3593.

## Фотографии

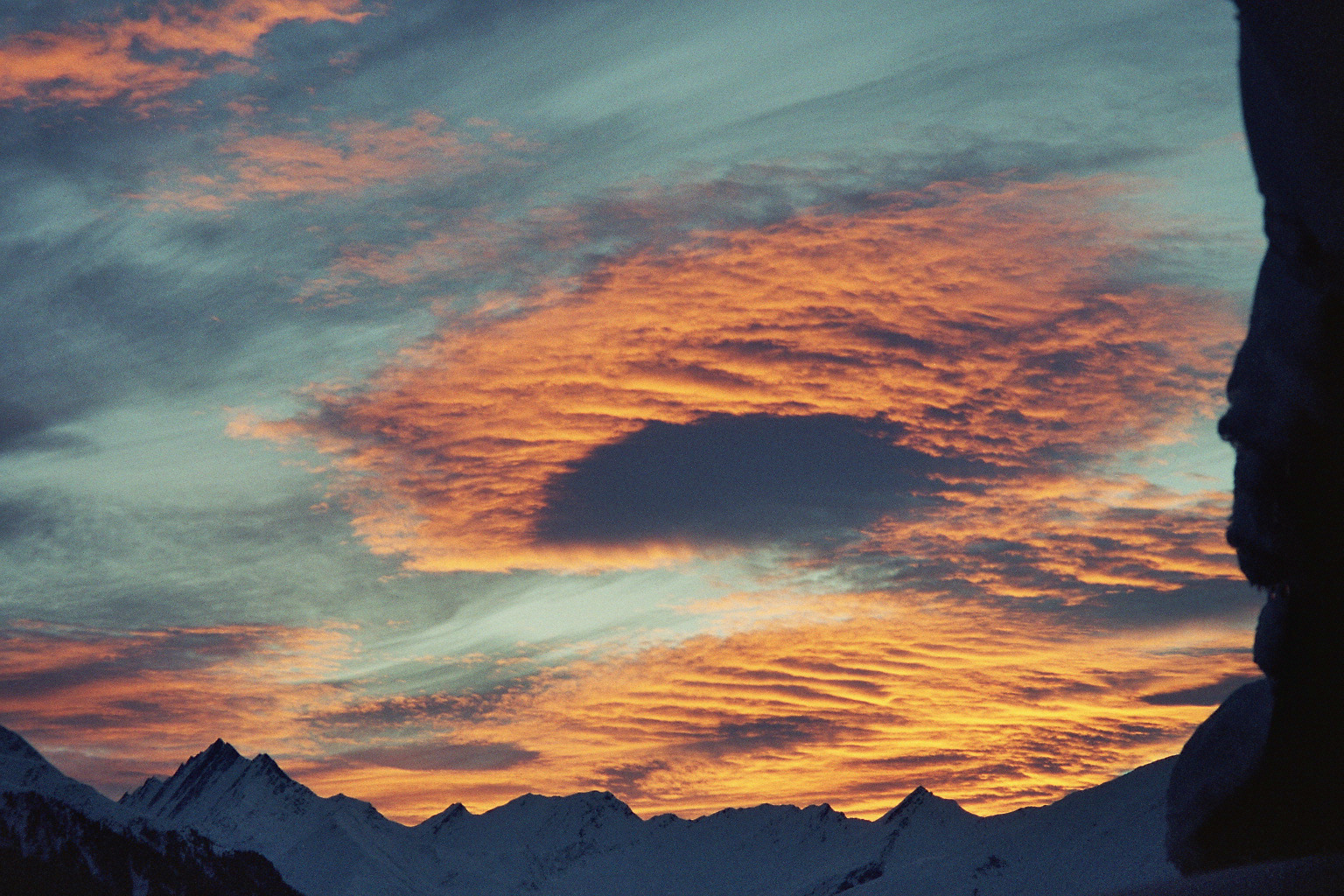
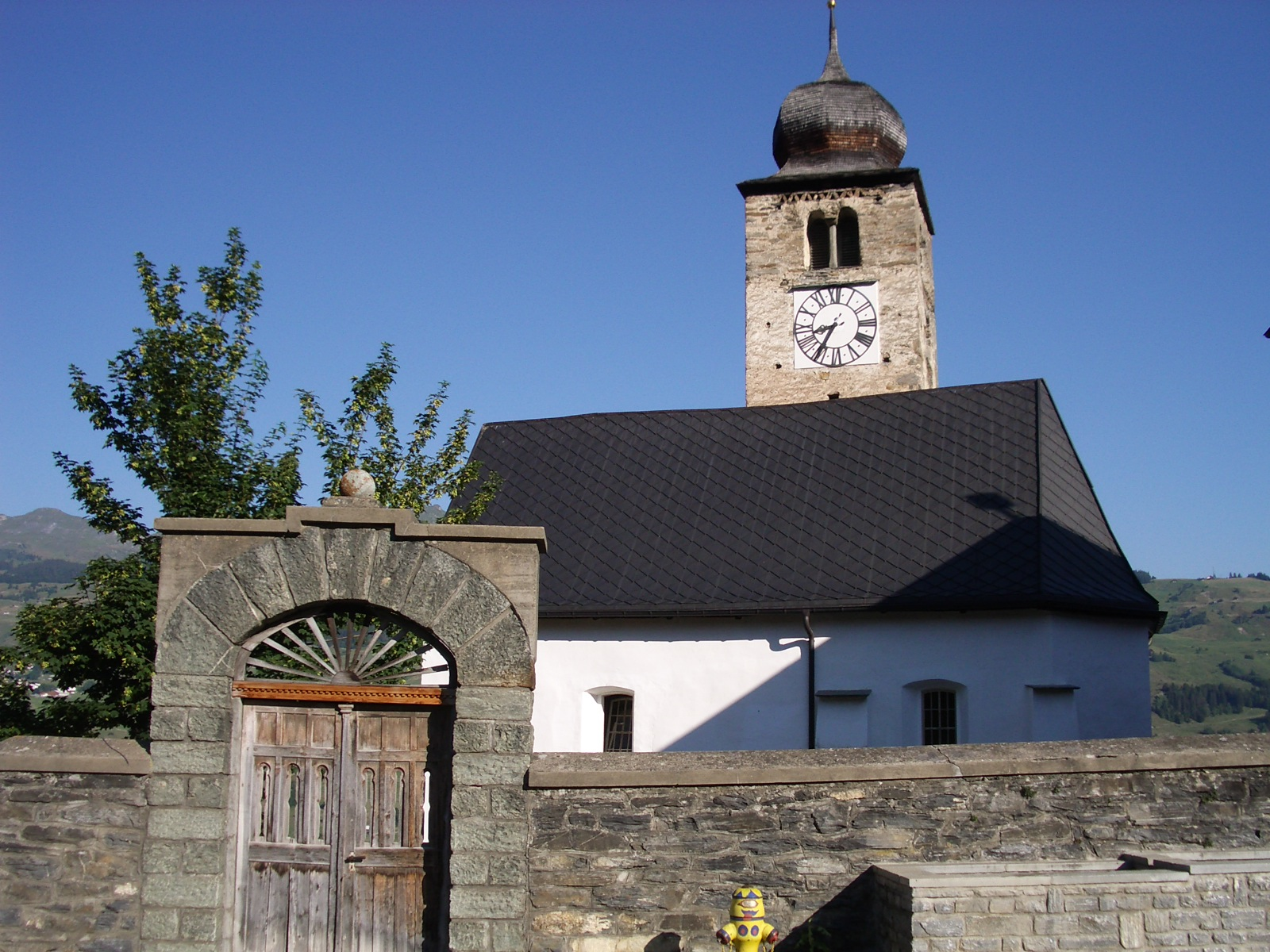
Церковь
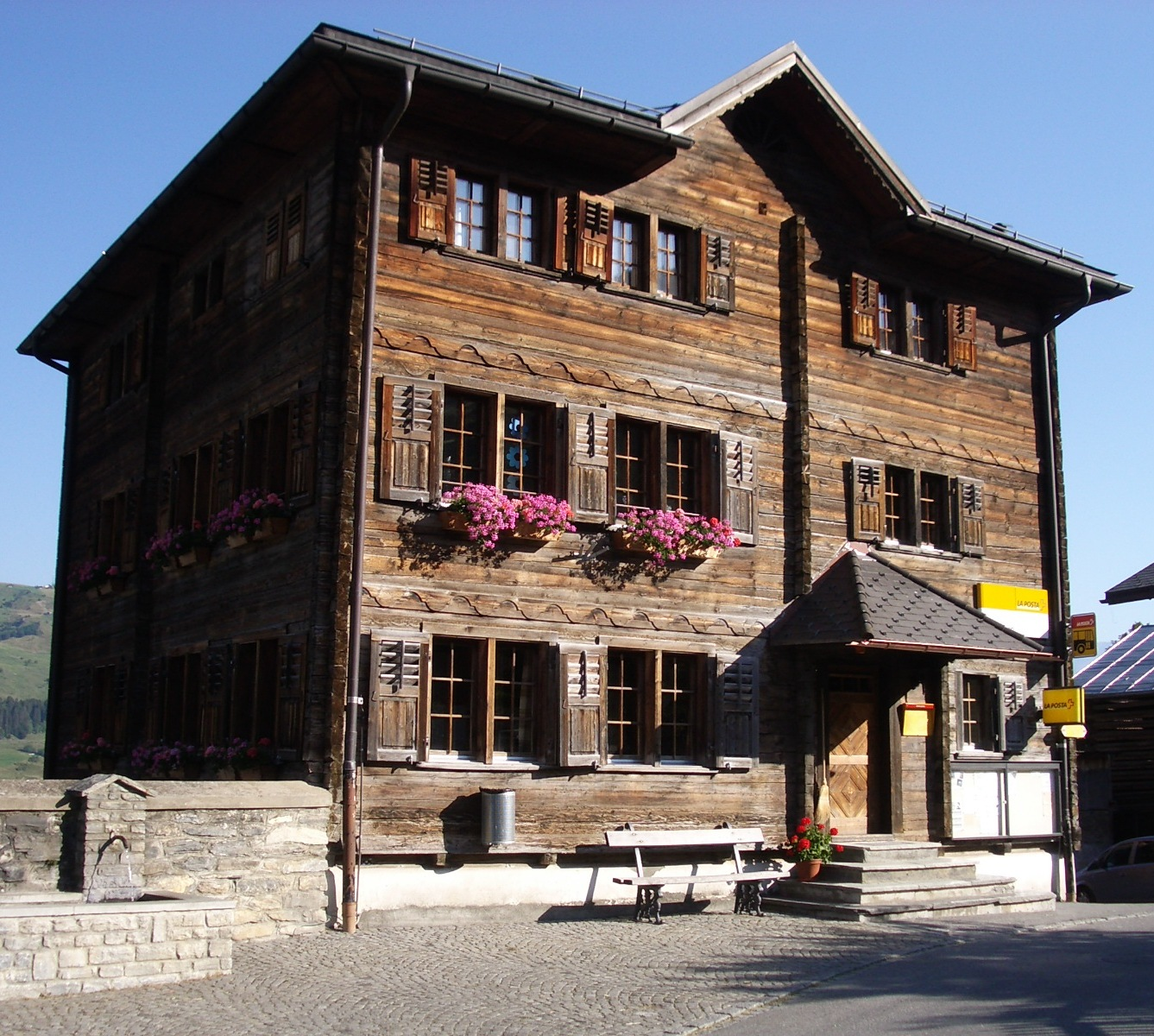
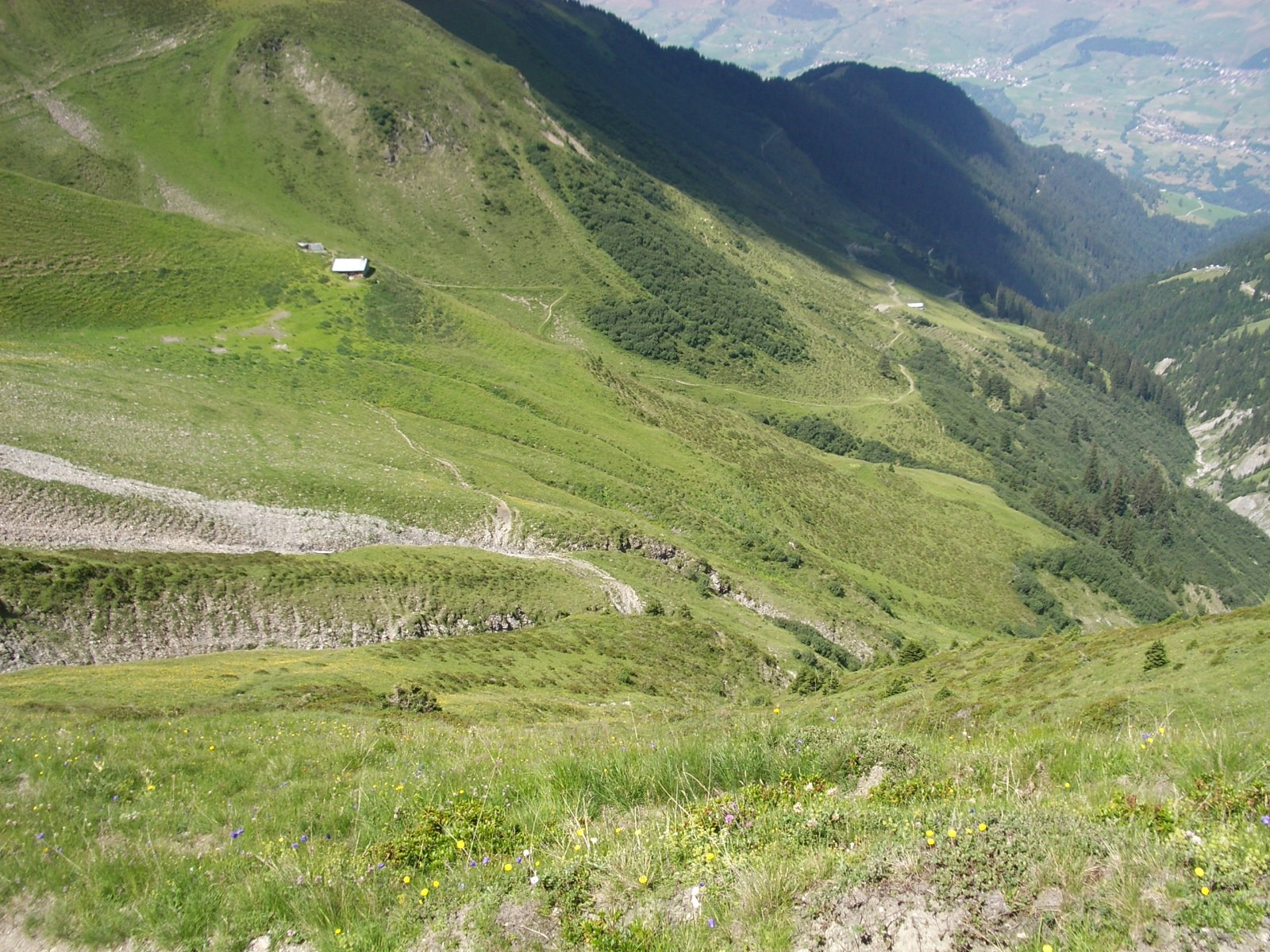